# Dipartimenti del Niger

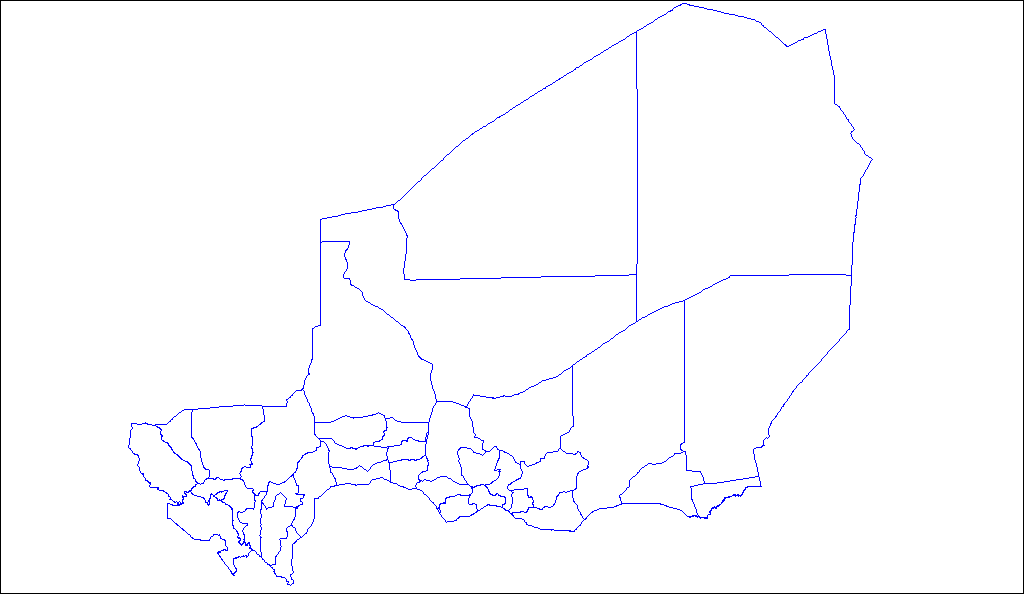
Dipartimenti del Niger

I dipartimenti del Niger (in Francese: départments) costituiscono la suddivisione territoriale di secondo livello del Paese, dopo le regioni, e ammontano a 36. Prima della riforma amministrativa avvenuta nel 2006, le suddivisioni corrispondenti agli odierni dipartimenti erano denominati arrondissement (in genere tradotto con distretti), mentre le suddivisioni corrispondenti alle odierne regioni erano denominate dipartimenti.

## Lista

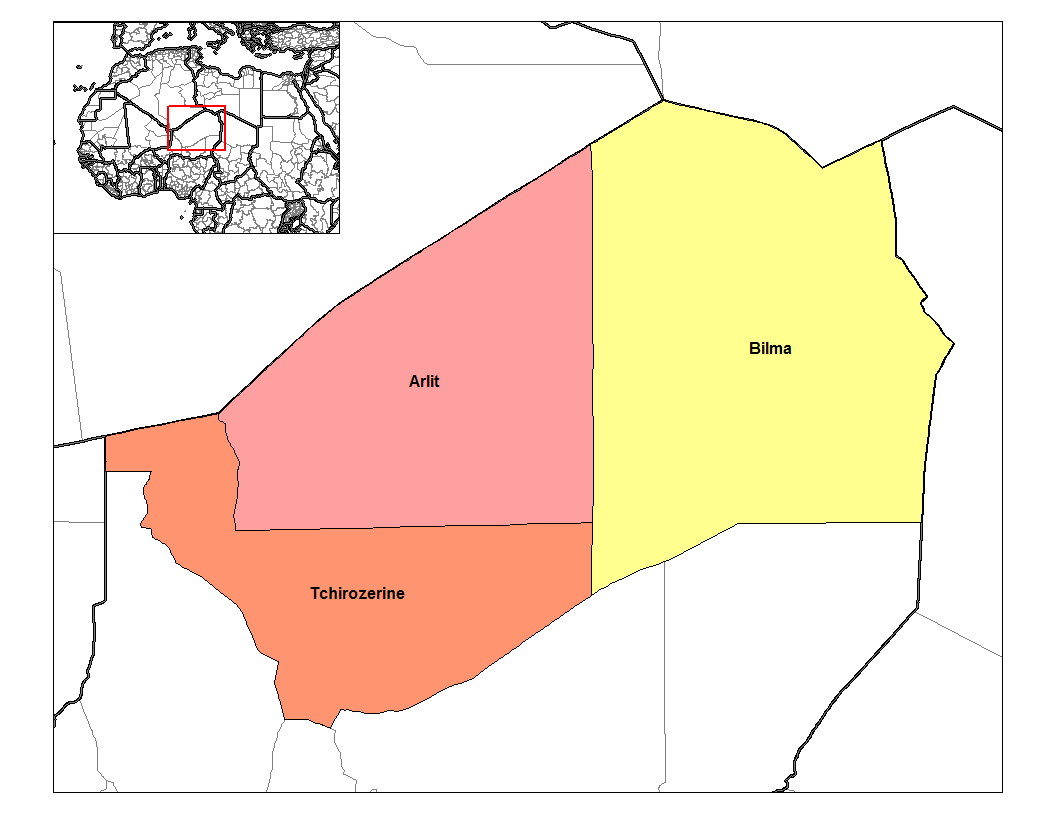
Dipartimenti della Regione di Agadez

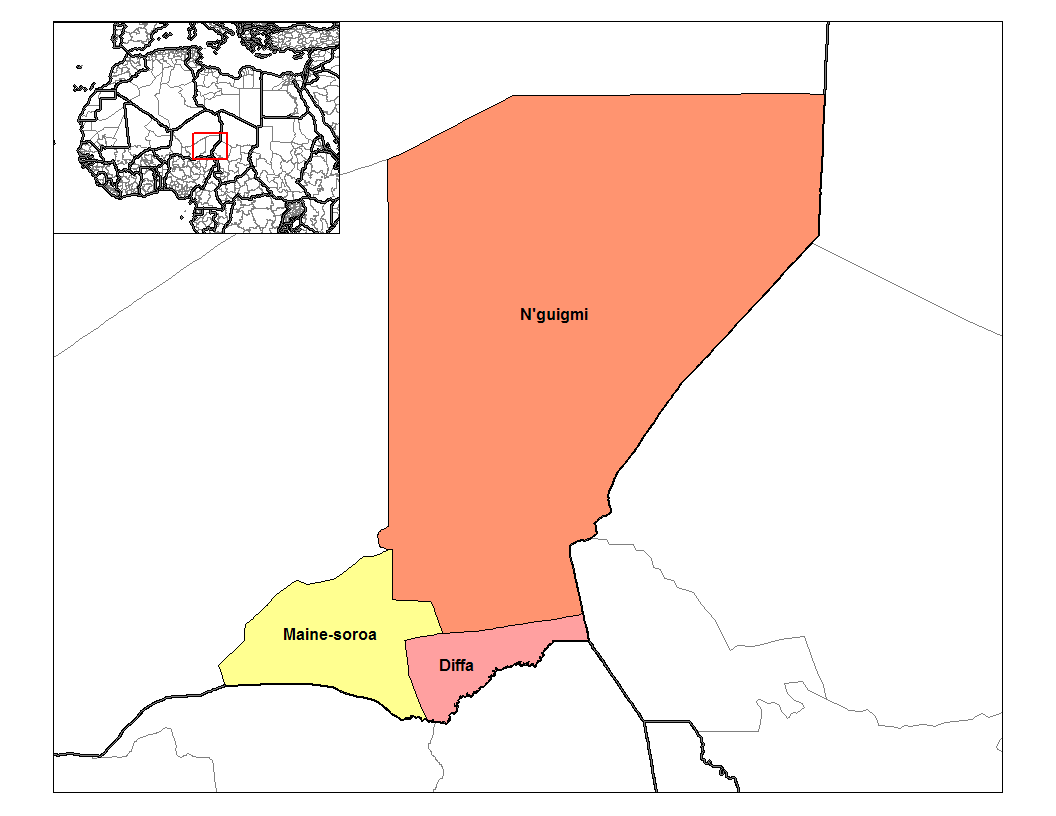
Dipartimenti della Regione di Diffa

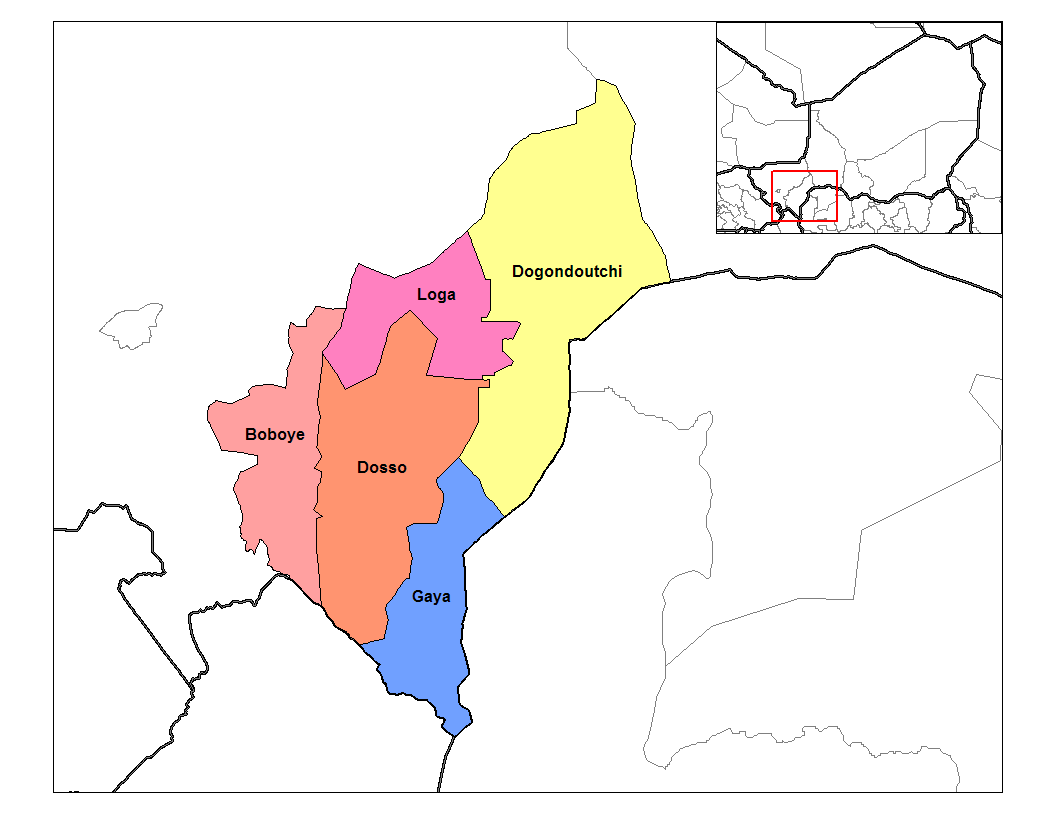
Dipartimenti della Regione di Dosso

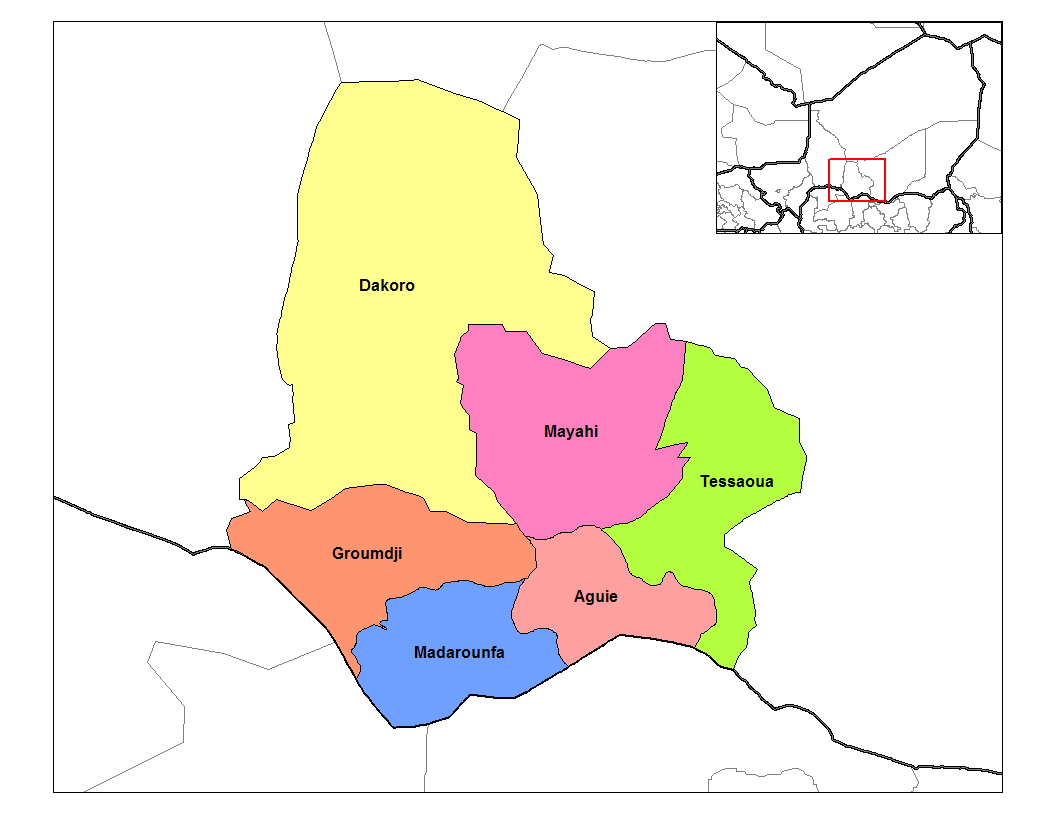
Dipartimenti della Regione di Maradi

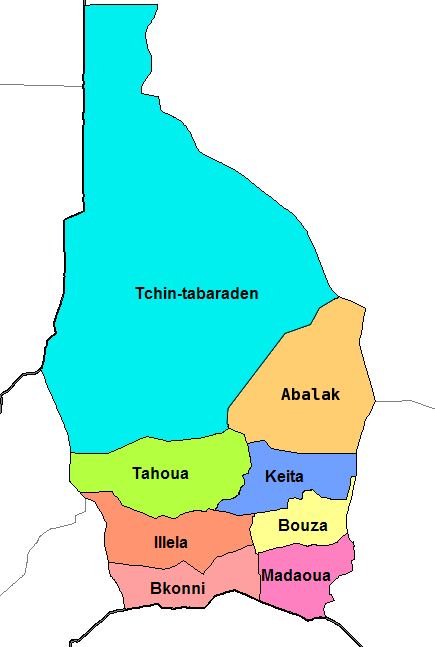
Dipartimenti della Regione di Tahoua

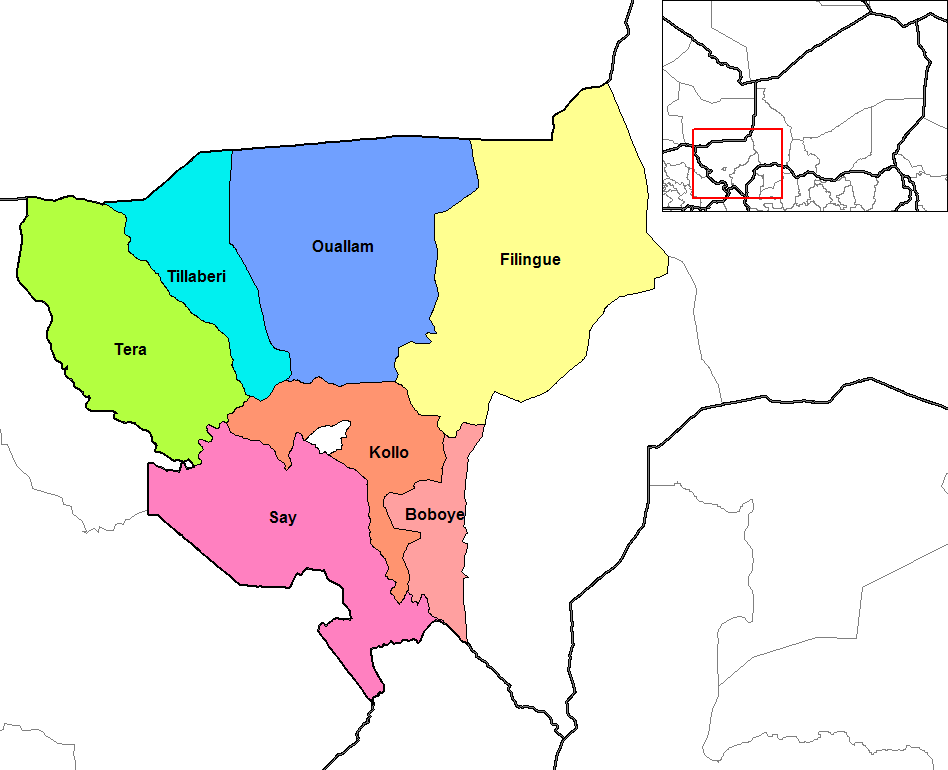
Dipartimenti della Regione di Tillabéri

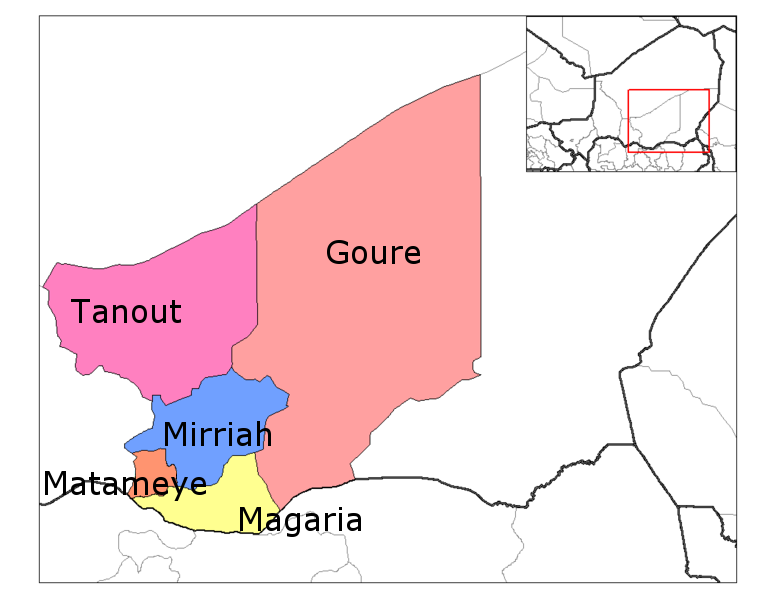
Dipartimenti della regione di Zinder

Regione di Agadez
| Dipartimento                 | Capoluogo    |
| ---------------------------- | ------------ |
| Dipartimento di Arlit        | Arlit        |
| Dipartimento di Bilma        | Bilma        |
| Dipartimento di Tchirozerine | Tchirozerine |

Regione di Diffa
| Dipartimento                | Capoluogo   |
| --------------------------- | ----------- |
| Dipartimento di Diffa       | Diffa       |
| Dipartimento di Maine-Soroa | Maine-Soroa |
| Dipartimento di N'guigmi    | N'guigmi    |

Regione di Dosso
| Dipartimento                 | Capoluogo      |
| ---------------------------- | -------------- |
| Dipartimento di Boboye       | Birni N'Gaouré |
| Dipartimento di Dogondoutchi | Dogondoutchi   |
| Dipartimento di Dosso        | Dosso          |
| Dipartimento di Gaya         | Gaya           |
| Dipartimento di Loga         | Loga           |

Regione di Maradi
| Dipartimento                   | Capoluogo      |
| ------------------------------ | -------------- |
| Dipartimento di Aguie          | Aguie          |
| Dipartimento di Dakoro (Niger) | Dakoro         |
| Dipartimento di Guidan Roumdji | Guidan Roumdji |
| Dipartimento di Madarounfa     | Madarounfa     |
| Dipartimento di Mayahi         | Mayahi         |
| Dipartimento di Tessaoua       | Tessaoua       |

Regione di Tahoua
| Dipartimento                   | Capoluogo      |
| ------------------------------ | -------------- |
| Dipartimento di Abalak         | Abalak         |
| Dipartimento di Birni N'Konni  | Birni N'Konni  |
| Dipartimento di Bouza          | Bouza          |
| Dipartimento di Illéla         | Illéla         |
| Dipartimento di Keita          | Keita          |
| Dipartimento di Madaoua        | Madaoua        |
| Dipartimento di Tahoua         | Tahoua         |
| Dipartimento di Tchintabaraden | Tchintabaraden |

Regione di Tillabéri
| Dipartimento              | Capoluogo |
| ------------------------- | --------- |
| Dipartimento di Filingue  | Filingue  |
| Dipartimento di Kollo     | Kollo     |
| Dipartimento di Ouallam   | Ouallam   |
| Dipartimento di Say       | Say       |
| Dipartimento di Téra      | Téra      |
| Dipartimento di Tillabéri | Tillabéri |

Regione di Zinder
| Dipartimento            | Capoluogo |
| ----------------------- | --------- |
| Dipartimento di Goure   | Goure     |
| Dipartimento di Magaria | Magaria   |
| Dipartimento di Matamey | Matamey   |
| Dipartimento di Mirriah | Mirriah   |
| Dipartimento di Tanout  | Tanout    |